# 尼娅安不知道闪闪亮
《尼娅安不知道闪闪亮》（日语：ニャアンはキラキラを知らない）是日本动画连续剧《机动战士高达 GQuuuuuuX》的第五集。作为日本动画工作室日升与凯乐的首次合作作品，本集于2025年5月7日凌晨在日本电视台首播。本集主要讲述打算继续参加军团战并与修司等人一同前往地球的玛秋在前往参战的途中意外被泽维尔·奥利维阻止，尼娅安不得已代替玛秋登上GQuuuuuuX。在修司身体状态不佳，且二人受到原属吉翁公国军黑色三连星的盖亚与奧爾迪加的攻击下，尼娅安成功解锁了GQuuuuuuX的欧米茄精神感应系统并看到了玛秋曾见到的闪闪亮现象。旁观尼娅安与修司二人击败对手后的玛秋，在见到驾驶GQuuuuuuX的是尼娅安后陷入失落。
本集由倉富康平负责演出，上田燿司和滨田贤二在本集里为黑色三连星的两位成员配音。照井順政在本集里制作了两首插曲，分别由岡地織花和三木麻里亞演唱。
本集以尼娅安新人类潜力觉醒与绝境逆转为核心，评论认为她展现出的强大实力，比玛秋初次启动精神感应系统更具主角光环。而玛秋处境转折引发情感纠葛，但驾驶理由刻画有待深化。本集的动作场面被认为较为震撼，战斗精彩，融合三角恋情感张力及对原作致敬元素。视觉美学出色，叙事张力高，成为剧情转折点，推动故事发展。虽有剧情巧合、介绍不足、配角刻画单薄及背景设定混乱问题，但整体兼具娱乐性、深度内涵与冲击力。

## 剧情
在官民共建的“太阳光远心炉”待机队列中，曾是吉翁公国军“黑色三连星”的盖亚与奧爾迪加谈及已经成为市长的馬修过着更为光鲜的生活。战后二人靠军团战谋生，以二人组身份参战欲与红色高达、GQuuuuuuX一决高下。吉翁公国的泽维尔·奥利维少尉在独自搜寻被夺的GQuuuuuuX时毫无头绪，于车站徘徊时偶然发现玛秋与夺走GQuuuuuuX的女学生外貌相似，于是将正庇护尼娅安躲避军警追捕的玛秋强行关进储物柜质问，称若其赶不上即将开始的军团战且GQuuuuuuX未现身，就会坐实夺机犯身份。与此同时，尼娅安代替玛秋驾驶GQuuuuuuX参加军团战，与驾驶里克·大魔的盖亚以及奧爾迪加对战。但很快就因修司患病，以及尼娅安操作生疏而遭集中攻击。战斗中，盖亚与奧爾迪加使出经典的“喷射气流攻击”，但战局发展超出双方预期。尼娅安在怒吼后成功觉醒，解除欧米茄精神感应系统的限制器。在感知到“闪闪亮”精神感应现象后，她轻松击破对方“喷射气流攻击”连携招式。而观看战斗直播的玛秋，在最终得知心上人修司所感知的“闪闪亮”载体竟是能驾驶GQuuuuuuX的尼娅安后陷入失落。

## 制作
上田燿司和滨田贤二在本集里分别为在一年战争中以黑色三连星而闻名的吉翁公国军上尉盖亚以及中尉奧爾迪加配音。照井順政为本集再次制作了两首插曲，分别是由岡地織花演唱的〈Summer of the Mirage〉（夏の現在地）以及来自NOMELON NOLEMON的三木麻里亞演唱的〈From the Aquarium City〉（水槽の街から）。前田真宏与鶴巻和哉一同制作了本集的分镜，倉富康平负责本集的演出。

## 解说
本集出场的黑色三连星本也在1979年播出的电视动画《机动战士高达》中登场。三人中的盖亚与奧爾迪加在本作中经营废品站，而馬修则当选为市长并被爆出与秘书发生不伦。从本集的台词中透露，盖亚与奧爾迪加两人因留在军中而被已经晋升至中将的玛·库贝逐出，被迫通过非法军团战谋生，马修则在被玛·库贝逐出之前就提前辞职脱离了军队。通过两人的对话，还侧面展现了夏亚·阿兹纳布尔在得到高达之后在战争中的卓越活跃度，以至于他们二人未能立下战功。而同样曾在原版《机动战士高达》中出现的机动战士里克·大魔在本集里基本延续经典设计，但新增了后推式“足部”推进器，可在高推力机动时展开。里克·大魔最早出现在电视动画《机动战士高达》的第24集《迫擊，三連星德姆》中，有着标志性的带有十字形单眼导轨的头部以及类似武士裙裤的厚重造型。这款机动战士名称中的“里克”一词在动画《机动战士Z高达》的设定中表示是“宇宙用”的意思。
预告中出现了泽维尔将玛秋带进了储物柜的画面，本集也揭示泽维尔是为了躲避军警追捕而藏匿玛秋并通过困住玛秋来拖延军团战，从而验证玛秋就是GQuuuuuuX的驾驶员。本集里的尼娅安终于目睹了之前据她所知只有修司和玛秋才见过“闪闪亮”现象，而她看到这个东西的整个过程被细致的刻画了出来。在之前她因难民身份常遭军警歧视，压抑情感通过欧米伽精神感应系统释放，通过在战斗中叫喊着踢飞哈喽、将修司的红色高达作为盾牌和踏板、完全瞄准对手的驾驶舱等，表现出她自身极端的自我中心与暴力性。同样从这一集开始，对尼娅安与修司之间关系的描述也得以开始展现。此外，这一集里，身为博美犬队老板的安琪有着不同寻常的表现，一边吃着甜甜圈谈论恋爱话题；一边引导玛秋更深地陷入军团战，看似照顾晚辈的大姐，实则另有目的。
本集片尾播出的下集预告显示第6集的副标题为《基西莉娅暗杀计划》，KUSATTEMOMIKAN认为这暗示“扎比家”的政治斗争将正式进入本剧剧情。

### 对以往作品的致敬
福布斯的奥利·巴德尔（Ollie Barder）认为本集里尼娅安代替玛秋驾驶GQuuuuuuX出击这一场景令人联想到原版《机动战士高达》动画中塞拉·玛斯偷开高达的情节。在看到这次的军团战局势后，夏里亚·布尔命令“联系格拉纳达的希姆斯大尉”，要求准备一年战争时期自己曾驾驶的机动装甲基凯罗加。这里提到的希姆斯大尉也曾在电视动画《机动战士高达》中登场并负责开发夏里亚·布尔驾驶的试验型机动装甲，最终与夏里亚·布尔一同战死。

## 宣传和播映
在前一集的片尾预告中，首次明示了本集的标题。在这段预告中就出现了玛秋三人完全熟络的画面、泽维尔与玛秋躲在储物柜、玛秋会错过军团战的暗示，以及本集登场的两位“黑色三连星”成员与他们所驾驶的大魔。
本集播出后的5月7日，制作方也随之公开了与之相关的新角色以及机体信息，同时也公开了玛秋、尼娅安以及泽维尔·奥利维等人的新服装造型。同一天还传出了本集里出场的盖亚、奥尔迪加所驾驶的大魔将在同年9月以HG规格发售塑料拼装模型，而此前这一商品一直以“HG 机动战士 Gundam GQuuuuuX 新商品E（暂定）”为名保密。

### 电台播映与流媒体上架
本集于2025年5月6日24时29分（日本标准时间）起在日本电视台系30家电视台联播网播出。在美国则是5月6日太平洋时间上午9点、山地夏令时上午10点、中部夏令时上午11点、东部时间中午12点，在英国则是夏令时下午5点于Prime Video上架播出。5月9日（周五）22时起在包括万代频道、高达粉丝俱乐部、ABEMA、d动画商城、DMM TV、迪士尼+、FOD、Hulu、Lemino、Netflix、niconico频道、U-NEXT、アニメ放題、WOWOW点播、TELASA、J:COM STREAM、milplus等在内的各大在线平台依次上线播出。

## 评价与反响
本剧开播前先行公开的截图中出现了几位主角穿着清凉的画面，直到本集中这些画面对应的情节才公开，引发网友讨论说是福利大放送。
自2025年3月末起就已经在X平台上出现有关本剧在电视台播出节目表中的节目显示问题的讨论。这一问题源于本剧与日本电视台“周二黄金夜”时段内完全无关的综艺节目一起连续播出，导致电子节目表（EPG）将两档节目合并为60分钟一栏显示。最终导致实际节目表中出现了《上田与女子深夜深度畅聊【〇〇〇】／机动战士（以下略）》（的非常规表述。然而直到本集播出前，动画制作就此事在官方网站上正式发文致歉，然而这却引起部分观众认为这是电视台的问题，不该由动画官方来发表声明。
本集在日本电视台首播时在日本关东地区家庭的时段收视率为3.0。相比于在本集中登场的两位黑色三连星成员，仅在台词中被提及的马修在社交平台上反而引发了讨论，对他的存活设定表示惊喜。KUSATTEMOMIKAN（腐ってもみかん）在VirtualGorilla+上发表评论认为本集里尼娅安绝境逆转的情节比玛秋初次启动精神感应系统更具主角光环，而玛秋“模糊的不满”以及不明确的驾驶理由刻画有待深化，另一方面，欧米茄精神感应系统的谜团随尼娅安能力揭露而加深。Anime News Network的劳伦·奥尔西尼（Lauren Orsini）表示第5集以震撼动作场面与发人深省的剧情张力，通过尼娅安的新人类潜力展现、三角恋情感刻画及对原作的致敬元素，带来直击灵魂的冲击，虽有裸露镜头但处理得当，整体兼具紧张刺激与深度内涵。Bubbleblabber的戴维·卡尔多（David Kaldor）给本集打分8分（满分10分），表示本集剧情强劲有趣，尼娅安顶替参战展现强大实力，玛秋处境转折引发情感纠葛，虽有角色死亡但战斗精彩，整体表现出色。But Why Tho?的里奇·哈里珀萨德（Ridge Harripersad）为本集评分8分（满分10分），并认为虽存在剧情巧合与介绍不足的问题，但凭借尼娅安的角色成长、三角恋的情感张力、对原作的致敬、酷炫的战斗技巧、出色的镜头构图与视觉美学，使得这一集成为兼具深度与观赏性的一集。漫画书资源网上本集的评分为满分10分，安杰洛·德洛斯·特里诺斯（Angelo Delos Trinos）认为第5集堪称剧集至今最接近完美的一集，以尼娅安的新人类潜力揭示与玛秋的角色颠覆为核心，凭借精湛的人物塑造、突破的视觉美学、对原作的巧妙致敬及更黑暗深邃的叙事张力，超越前作成为剧情转折点，虽配角刻画稍显单薄，但整体以震撼惊艳的表现将故事推向新高度。米澤崇史在电击ONLINE上发文认为第5集通过黑色三连星登场、尼娅安颠覆形象的战斗表现及玛秋的自我认知转变等情节，以充满冲击性的剧情设计和人物塑造，展现出鹤卷导演独特的叙事风格，成功提升了观众对角色的共情度并推动故事加速发展。福布斯的奥利·巴德尔（Ollie Barder）对表示本集虽背景设定略显混乱，但“黑色三连星”的经典重塑、尼娅安新人类能力的剧情转折及角色间潜在冲突充满惊喜，角色与故事开始展现有趣且出人意料的突破。futaman的KUROHACHI（クロハチ）注意到本集中，盖亚与奧爾迪加两人并未采用主流的“搭档战术”，而是依然执着于“喷射气流攻击”，且最终是败在采用将同伴作为盾牌这样冷酷的战术的尼娅安手中。他表示本集通过黑色三连星的登场，融合了对高达系列经典角色的致敬与颠覆性重塑，既展现了战争英雄在和平时期的生存困境，也通过政治斗争、战术冲突和角色命运的交织，深化了剧集“冷战式阴谋与人性挣扎”的主题。Gizmodo的詹姆斯·惠特布鲁克（James Whitbrook）认为对本剧每周巧妙融入的1979年原版动画中登场的小众角色一种突破性重塑与致敬，尽显对铁杆粉丝的诚意，以真诚的创作态度和对原作精髓的深刻理解，构建起创作团队与观众的情感共鸣。SCREENRANT的约书亚·福克斯（Joshua Fox）认为第5集通过玛秋与尼娅安的情感冲突和新人类能力觉醒的剧情，结合震撼的战斗场景与细腻的人物成长刻画，延续了系列在视觉呈现与叙事张力上的高水准，成为兼具机甲战斗爽感与青春情感深度的精彩章节，为第6集的剧情发展奠定了充满张力的基础。MechaAlliance的Aaron表示第5集以妮安的意外觉醒与三角恋张力为核心，融合福利场景、社会隐喻与对经典高达角色的颠覆性演绎，虽剧情存在巧合与套路化元素，但凭借激烈的战斗设计、角色关系的突破性转折及对新人类能力的视觉化呈现，成为系列开播以来兼具娱乐性与叙事冲击力的一集。榎户洋司在《月刊Newtype》2025年5月号刊登的访谈里提到：“玛秋、尼娅安、夏里亚·布尔、修司、泽维尔…… 所有人都会走向‘绝境’。”

## 相关话题
漫画《pop子和pipi美的日常》等作品的作者漫画家大川bkub在自己的X账号上公开了为本集里身体不适的修司画的漫画，画中红色高达以片中的台词为话语正在贴近表情微妙的修司。

## 脚注